# Karl Proisl
Karl Proisl (?, 9 de julho de 1911 — ?, 2 de dezembro de 1949) foi um velocista austríaco na modalidade de canoagem.

## Carreira
Foi vencedor da medalha de prata em C-2 1000 m e da medalha de bronze em C-2 10000 m em Berlim 1936, junto com o seu colega de equipa Rupert Weinstabl.